# Library of Birmingham

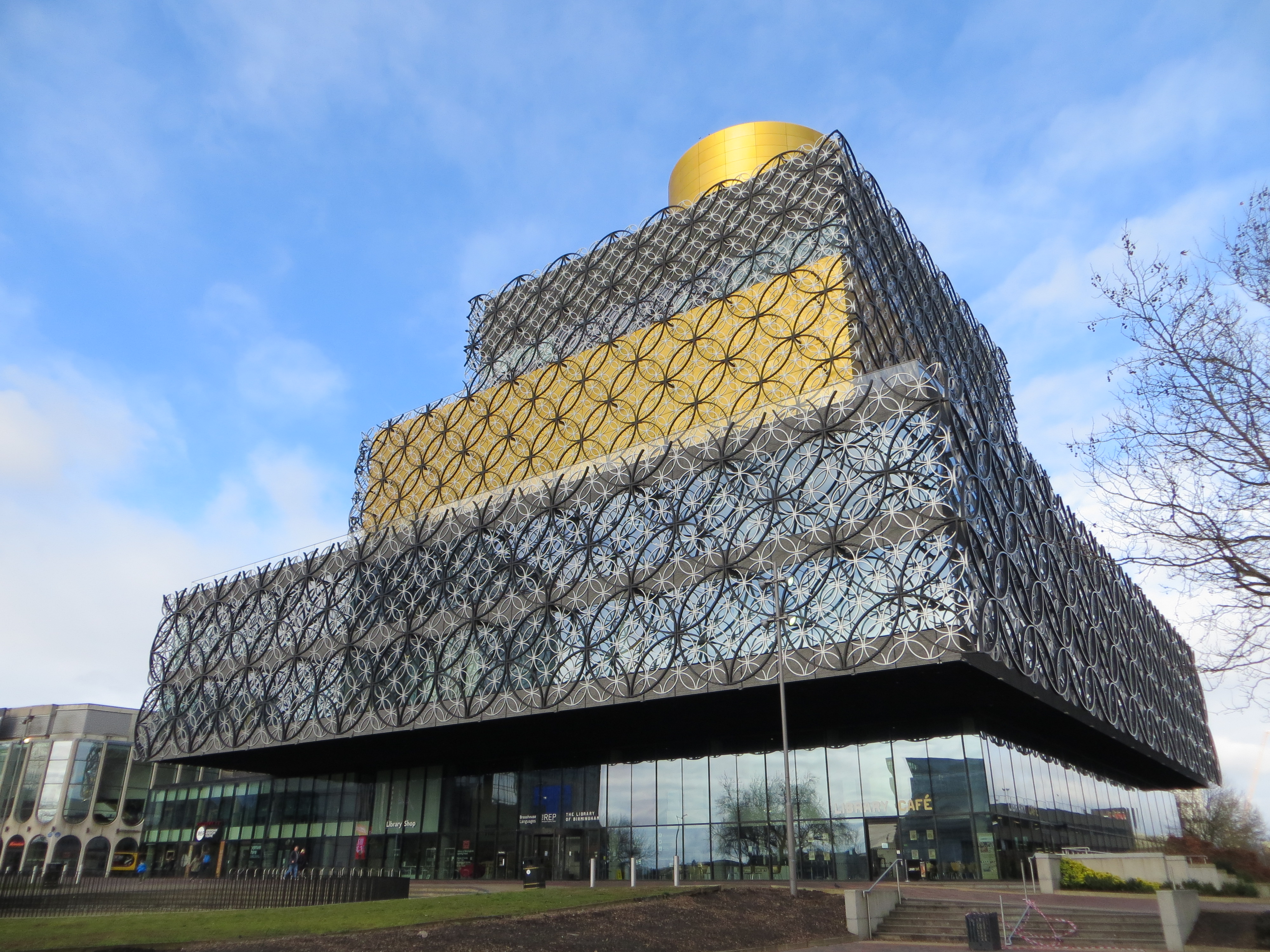

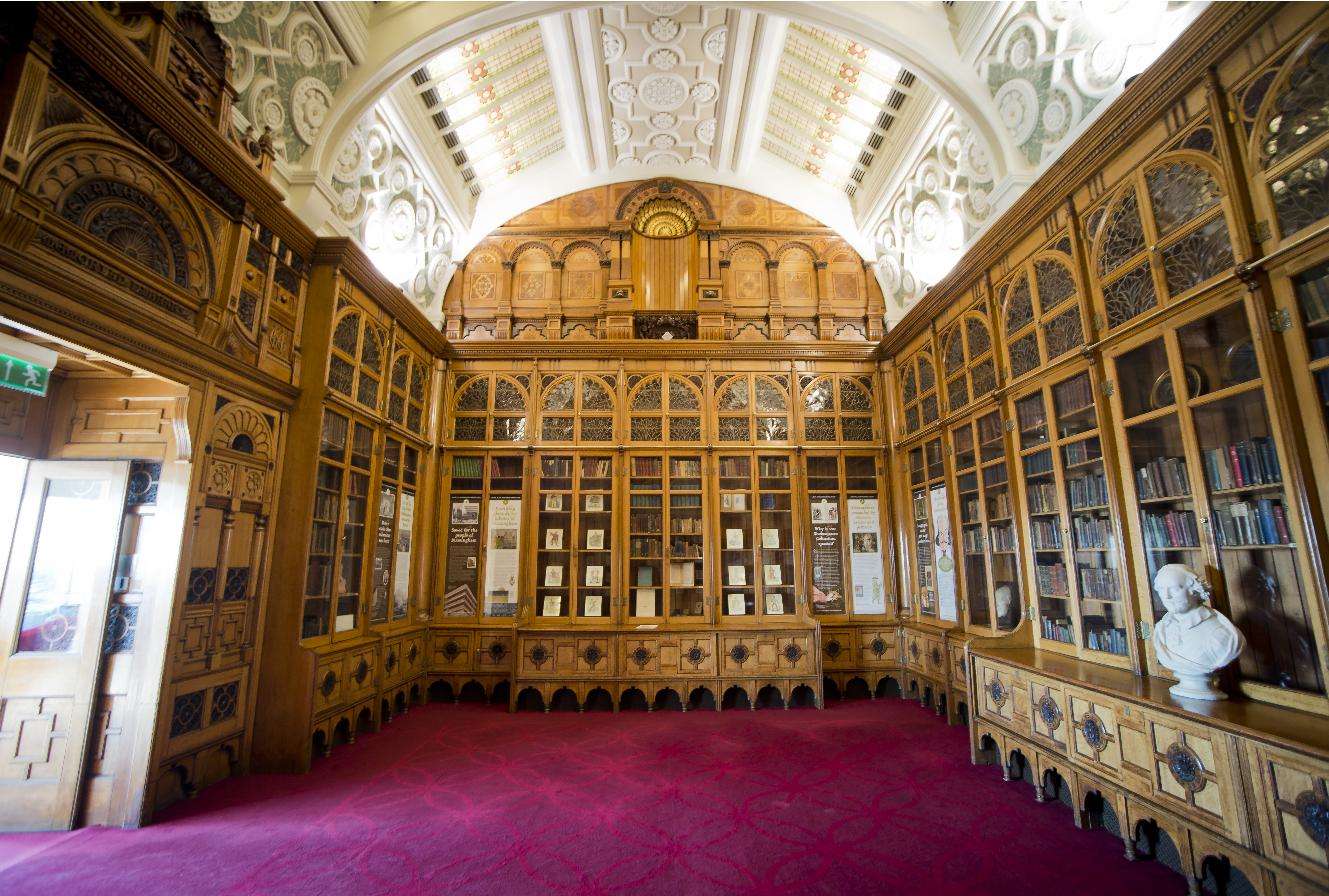
Shakespeare Memorial Room

De Library of Birmingham is een bibliotheek aan Centenary in het Engelse Birmingham. De bibliotheek werd geopend in 2013 naar een ontwerp van Mecanoo. Het is de grootste openbare bibliotheek van het VK en de grootste regionale bib van Europa. De Shakespeare Memorial Room omvat 43000 boeken en is (samen met de Folger Shakespeare Library) de belangrijkste William Shakespeare-collectie ter wereld.